# Калеб Заді Сері
Калеб Заді Сері (фр. Caleb Zady Sery, нар. 20 грудня 1999, Ґаньоа) — івуарійський футболіст, нападник норвезького клубу «Молде». Виступав також за низку європейських клубів.

## Ігрова кар'єра
Калеб Заді Сері народився 1999 року в місті Ґаньоа. У 2017 році перебрався до Франції, де розпочав займатися футболом у юнацькій команді корсиканського клубу «Аяччо». У 2018 році Заді Сері розпочав грати в основній команді клубу «Аяччо», в якій виступав до 2019 року.
У 2019 році івуарійський нападник перейшов до іншого французького клубу «Кан», у якому виступав до 2024 року, проте високою результативністю не відзначався. Протягом 2024—2025 років футболіст грав у складі сербського клубу «Воєводина», у якому зумів стати одним із основних гравців атакувальної ланки команди, відзначившись 12 забитими голами в 42 проведених матчах за клуб. З початку 2025 року Заді Сері грає у складі норвезького клубу «Молде».